# Mezinárodní společnost pro automatizaci
Mezinárodní společnost pro automatizaci (anglicky The International Society of Automation, zkratkou ISA) je mezinárodní nezisková profesionální organizace sdružující cca 30 000 profesionálů v průmyslové automatizaci. Vznik společnosti je datován k 28. dubnu 1945 pod původním názvem Instrument Society of America.
Společnost sídlí v Research Triangle Park v Severní Karolíně v USA. Aby byla posílena a podpořena pozice společnosti v Evropě, byla v roce 2009 ustavena v nizozemském Eindhovenu.